# Trohaniec
Trohaniec (938,8 m n.p.m.) – najwyższa kulminacja pasma Otrytu w Bieszczadach Zachodnich, niekiedy jednak zaliczana do Gór Sanocko-Turczańskich jako ich najwyższy polski szczyt. Położony jest na wschodnim krańcu Otrytu, pomiędzy miejscowościami Dwerniczek i Lutowiska. Stoki są całkowicie zalesione. Na wierzchołek nie prowadzą znakowane szlaki turystyczne, aczkolwiek z przebiegającego nieopodal szlaku zielonego z Lutowisk do Chaty Socjologa można dotrzeć na szczyt znakowaną ścieżką przyrodniczą (kolor zielony).

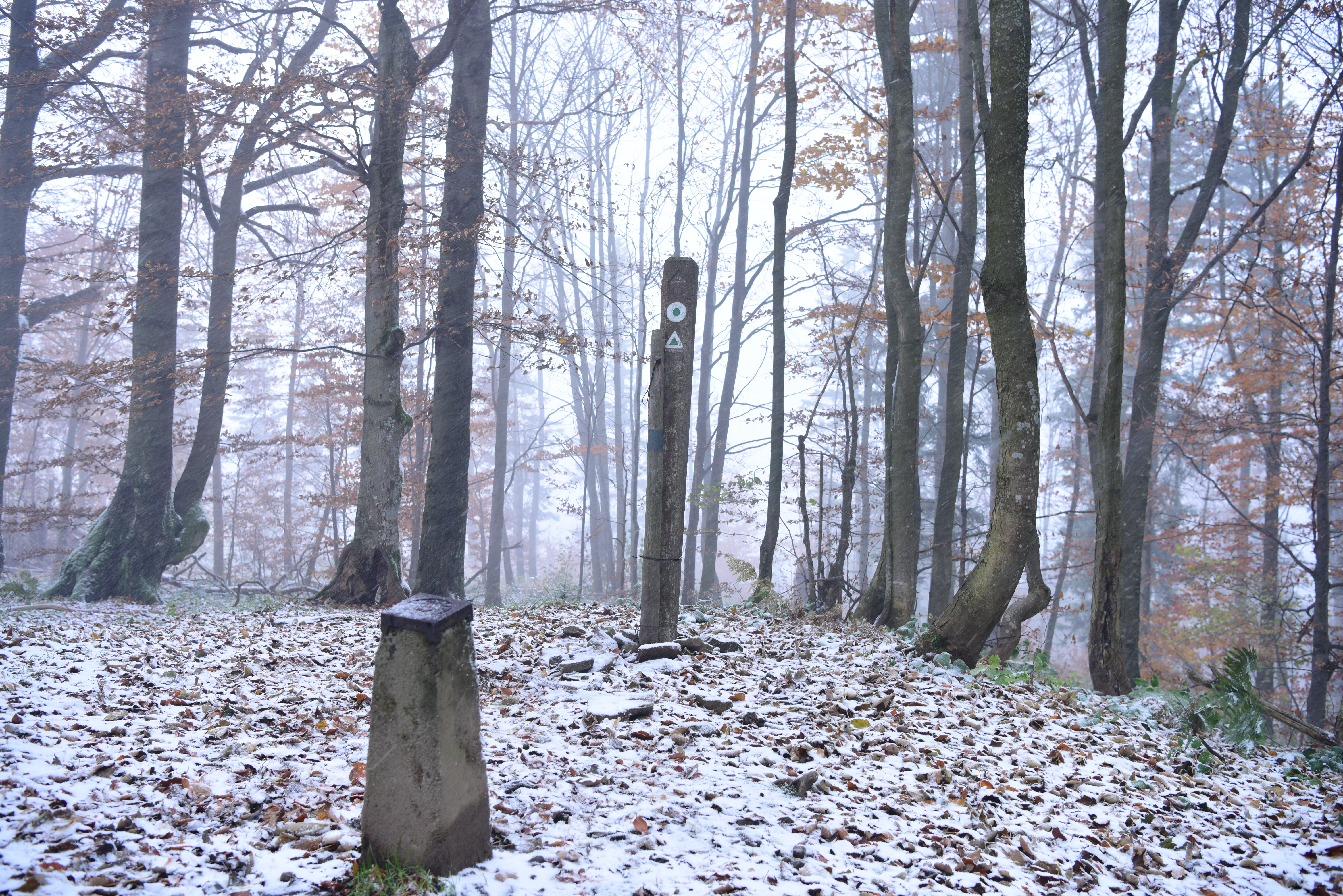
Zdjęcie szczytu Trohaniec